# Jelena Afanasjevová
Jelena Alexandrovna Afanasjevová (rusky Елена Александровна Афанасьева; * 1. března 1967, Kulebaki, Nižněnovgorodská oblast) je bývalá ruská atletka, mistryně Evropy v běhu na 800 metrů.

## Kariéra
První výrazný úspěch zaznamenala na halovém ME 1992 v italském Janově coby reprezentantka Společenství nezávislých států, když získala v čase 2:00,69 bronzovou medaili. V roce 1993 doběhla na halovém MS v Torontu ve finále na 4. místě. O dva roky později na halovém MS 1995 v Barceloně vybojovala časem 1:59,79 stříbrnou medaili. O více než dvě sekundy byla rychlejší pouze Maria Mutolaová z Mosambiku. Na Mistrovství světa v atletice 1995 ve švédském Göteborgu skončila v semifinále.
V roce 1996 reprezentovala na letních olympijských hrách v Atlantě, kde ve finále proběhla cílem v čase 1:59,57 na 5. místě. O rok později získala stříbrnou medaili na světovém šampionátu v Athénách, kde si pro zlato doběhla Kubánka Ana Fidelia Quirotová. V roce 1998 vybojovala v Budapešti titul mistryně Evropy. Již v semifinále zaznamenala výkonem 1:59,22 nejrychlejší čas. Ve finále trať zvládla v čase 1:58,50 a na stříbrnou Švédku Malin Ewerlöfovou měla v cíli více než sekundový náskok. Bronz brala Stephanie Grafová z Rakouska.
Jejím posledním velkým šampionátem byla účast na halovém MS 2001 v Lisabonu, kde se probojovala do finále, v němž obsadila 5. místo.

## Osobní rekordy
- 800 m (hala) – (1:58,73 – 17. února 2001, Moskva)
- 800 m (dráha) – (1:56,61 – 13. srpna 1997, Curych)